# Nyphasia pascoei
Nyphasia pascoei är en skalbaggsart som beskrevs av Lacordaire 1869. Nyphasia pascoei ingår i släktet Nyphasia och familjen långhorningar.
Artens utbredningsområde är:
- Laos.
- Myanmar.

Inga underarter finns listade i Catalogue of Life.

## Bildgalleri

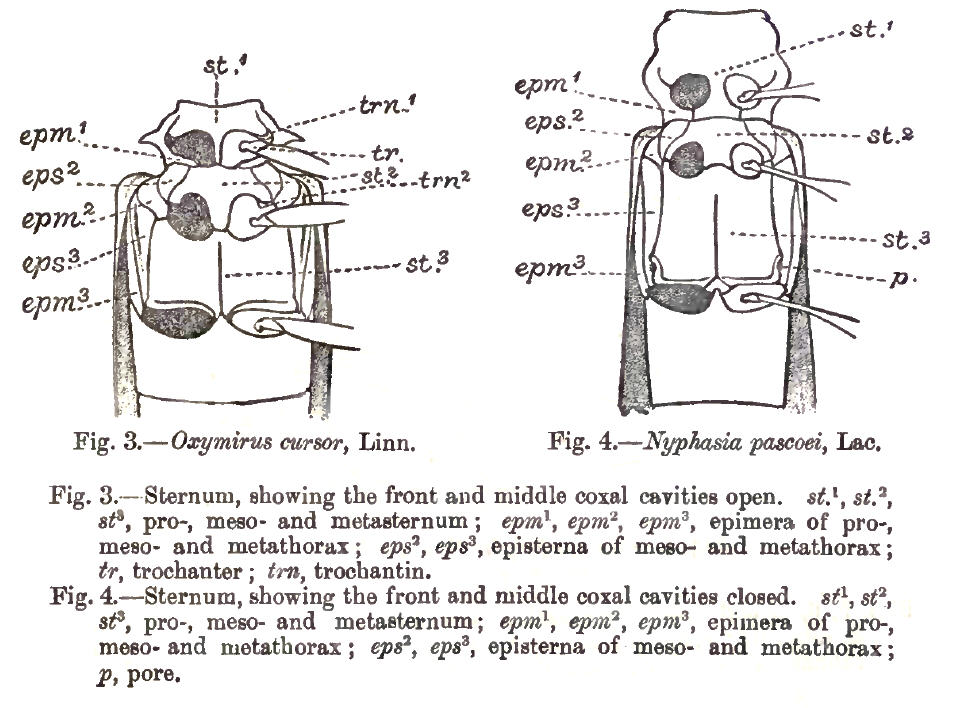